# Rivière des Baradères
La rivière Baradères est un cours d'eau qui coule à Haïti dans le département de Nippes et l'arrondissement de Barradères. Elle rejoint la baie des Baradères et le golfe de la Gonâve en aval de la ville de Baradères.

## Géographie
La rivière Baradères prend sa source dans les contreforts du massif de la Hotte. Le cours d'eau se dirige vers l'Ouest, puis vers le nord-ouest et s'écoule en aval vers la ville de Baradères qu'elle traverse avant de se jeter dans le golfe de la Gonâve par l'intermédiaire de la baie de Baradères formées par la presqu'île des Baradères. 